# دانگانرونپا: تریگر هپی هوک
دانگانرونپا: تریگر هپی هوک (به انگلیسی: Danganronpa: Trigger Happy Havoc) یک بازی ماجراجویی در سبک رمان تصویری می‌باشد که توسط اسپایک به‌عنوان اولین بازی در مجموعهٔ دانگانرونپا منتشر شده‌است. این بازی در اصل در نوامبر سال ۲۰۱۰ در ژاپن برای پلی‌استیشن همراه منتشر شده بود و بعدها در اوت سال ۲۰۱۰ برای اندروید و آی‌اواس پورت شد. دانگانرونپا بعدها توسط ان‌آی‌اس آمریکا در نواحی انگلیسی برای چندین پلتفرم منتشر گردید.